# Ersel Aslıyüksek
Ersel Aslıyüksek (* 18. März 1993 in Ardeşen) ist ein türkischer Fußballspieler.

## Karriere
Aslıyüksek begann mit dem Vereinsfußball in der Jugend von Kartalspor und erhielt hier im August 2011 einen Profivertrag. Sein Profidebüt machte er am 4. Dezember 2011 im Ligaspiel gegen Akhisar Belediyespor. Daneben spielte er auch für die Reservemannschaft und konnte mit dieser in der TFF A2 Ligi die Meisterschaft erreichen. Für die Rückrunde der Saison 2012/13 lieh ihn sein Verein an den Viertligisten Ankara Demirspor aus. In der Saison 2013/14 gelang Aslıyüksek der Durchbruch. So beendete er die Saison mit 14 Toren in 26 Spielen.
Im Sommer 2014 wechselte Aslıyüksek zum Erstligisten Gençlerbirliği Ankara. Hier wurde er für die Rückrunde der Saison 2014/15 an den Drittligisten İnegölspor und für die Saison 2015/16 an den Zweitligisten Samsunspor ausgeliehen.
Zur Saison 2016/17 verließ er die Gençlerbirliği endgültig und heuerte stattdessen beim Drittligisten Büyükşehir Belediye Erzurumspor an. Nach diesem Erfolg verließ er diesen Klub und wechselte zu Gümüşhanespor.

## Erfolge
Mit Kartalspor A2 (Rerservemannschaft)
- Meister der A2 Ligi: 2011/12

Mit Büyükşehir Belediye Erzurumspor
- Play-off-Sieger der TFF 2. Lig und Aufstieg in die TFF 1. Lig: 2016/17

Mit Afjet Afyonspor
- Play-off-Sieger der TFF 2. Lig und Aufstieg in die TFF 1. Lig: 2017/18